# Brett Harvey
Brett Harvey (ur. 6 października 1959 w Palmerston North) – nowozelandzki rugbysta, reprezentant kraju, działacz sportowy.

## Kariera sportowa
Uczęszczał do Palmerston North Boys High School i występował w szkolnej drużynie rugby. W 1981 roku grał w juniorskim zespole Manawatu, dwa lata później zadebiutował dla Wairarapa Bush i w ciągu sześciu sezonów zaliczył osiemdziesiąt występów. W okresie tym drużyna grała w Dywizji 1 National Provincial Championship, a jako kapitan poprowadził ją także w meczu przeciwko Wallabies. Na poziomie klubowym związany był zaś z Featherston RFC.
W 1984 roku uczestniczył w sprawdzianach kadry narodowej, a rok później zagrał w trzech meczach krajowego tournée reprezentacyjnego zespołu NZ Emerging Players. Ponownie w sprawdzianach kadry pojawił się w 1986 roku, reprezentował też wówczas Wyspę Północną. Z uwagi na zawieszenie zawodników zespołu Cavaliers, którzy uczestniczyli w nieusankcjonowanym tournée do RPA otrzymał powołanie do nowozelandzkiej reprezentacji. Po trzech dniach wspólnych treningów All Blacks z Harveyem w składzie pokonali pod koniec czerwca 1986 roku Francuzów, został następnie wybrany także do składu przeciw Australijczykom, z sierpniowego testmeczu wyeliminowała go jednak kontuzja. Powrót z zawieszenia doświadczonych zawodników (jak Mark Shaw czy Alan Whetton) bądź stawianie na bardziej uniwersalnych graczy (jak Andy Earl) oznaczało, iż Harvey nie był brany już pod uwagę przy ustalaniu składu kadry, choć jeszcze w 1987 roku zjawił się na zgrupowaniu. Występ przeciw Francuzom był zatem jego jedynym meczem dla All Blacks.
Był następnie farmerem i działaczem w lokalnym klubie Puketoi RFC. Jego ojciec, Neil, grał na pozycji wiązacza młyna dla Manawatu – w latach 1954–1956 zaliczył dwadzieścia cztery występy, włączając w to mecz przeciwko Springboks w barwach Manawatu-Horowhenua.